# Бродница (Ивановский район)
Бродница (бел. Бро́дніца) — агрогородок в Ивановском районе Брестской области Белоруссии. Административный центр Бродницкого сельсовета. Население — 428 человек (2019).

## География

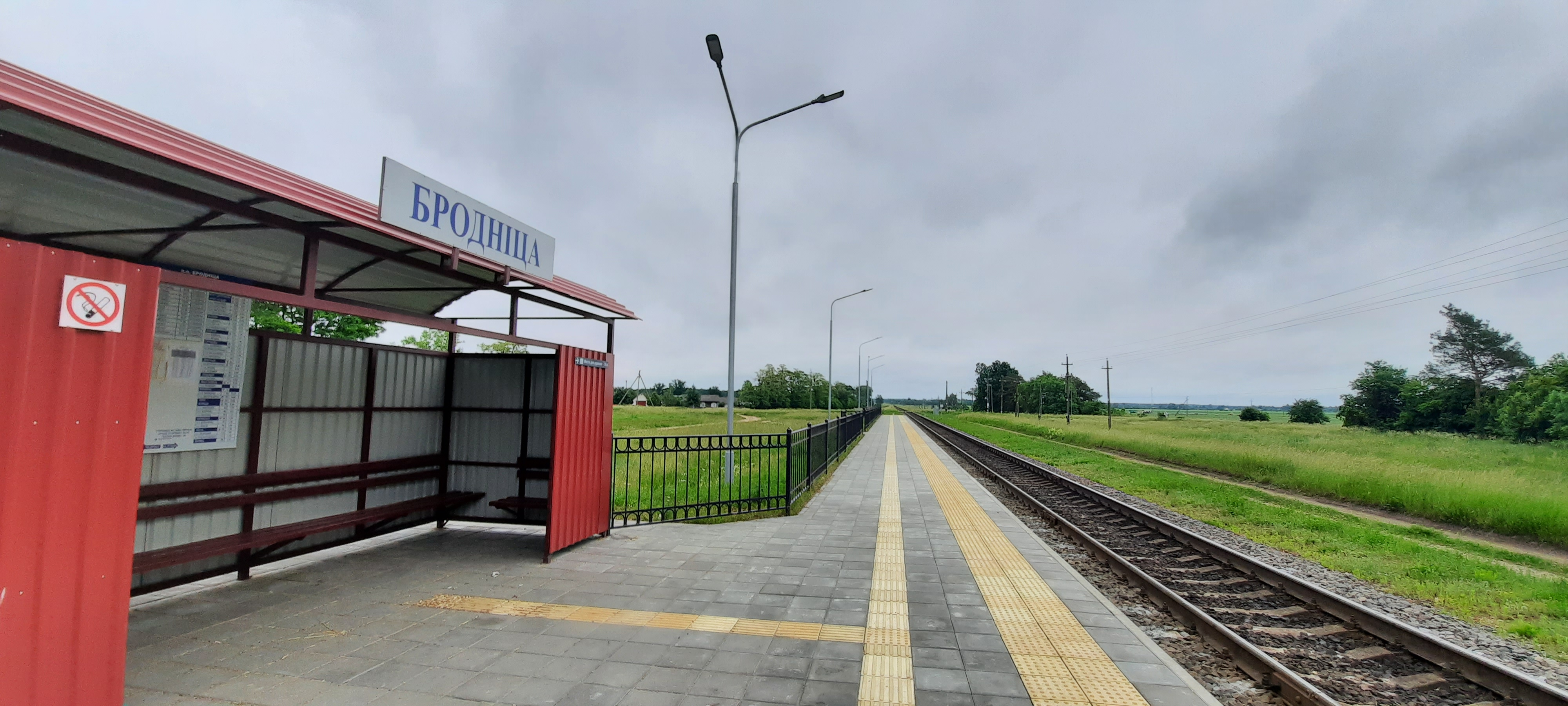
Остановочный жд пункт

Бродница находится в 10 км к востоку от Иваново и в 28 км к западу от центра Пинска. 
Местность принадлежит бассейну Днепра, у деревни небольшая река Струга впадает в реку Филипповка (приток Пины). 

## История
В 2010 году деревня Бродница преобразована в агрогородок.

## Население
| 1999 |
| ---- |
| 652  |

## Известные уроженцы, жители
Жданович, Адам Васильевич (1889 — 1954) — белорусский православный священник, протоиерей.

## Культура
- Дом культуры

## Достопримечательности
- Крестовоздвиженская церковь. Деревянная православная церковь построена в 1865 году, памятник деревянного зодчества[3]. Церковь включена в Государственный список историко-культурных ценностей Республики Беларусь[4].  Историко-культурная ценность Республики Беларусь, шифр 113Г000263

### Памятник, скульптура
- Памятник 35 землякам, погибшим во время Великой Отечественной войны. В 1968 году на могиле установлен обелиск[3]

## Транспорт
Через деревню проходит автодорога Огово — Дубое, местная автодорога соединяет Бродницу с соседней деревней Рыловичи. 

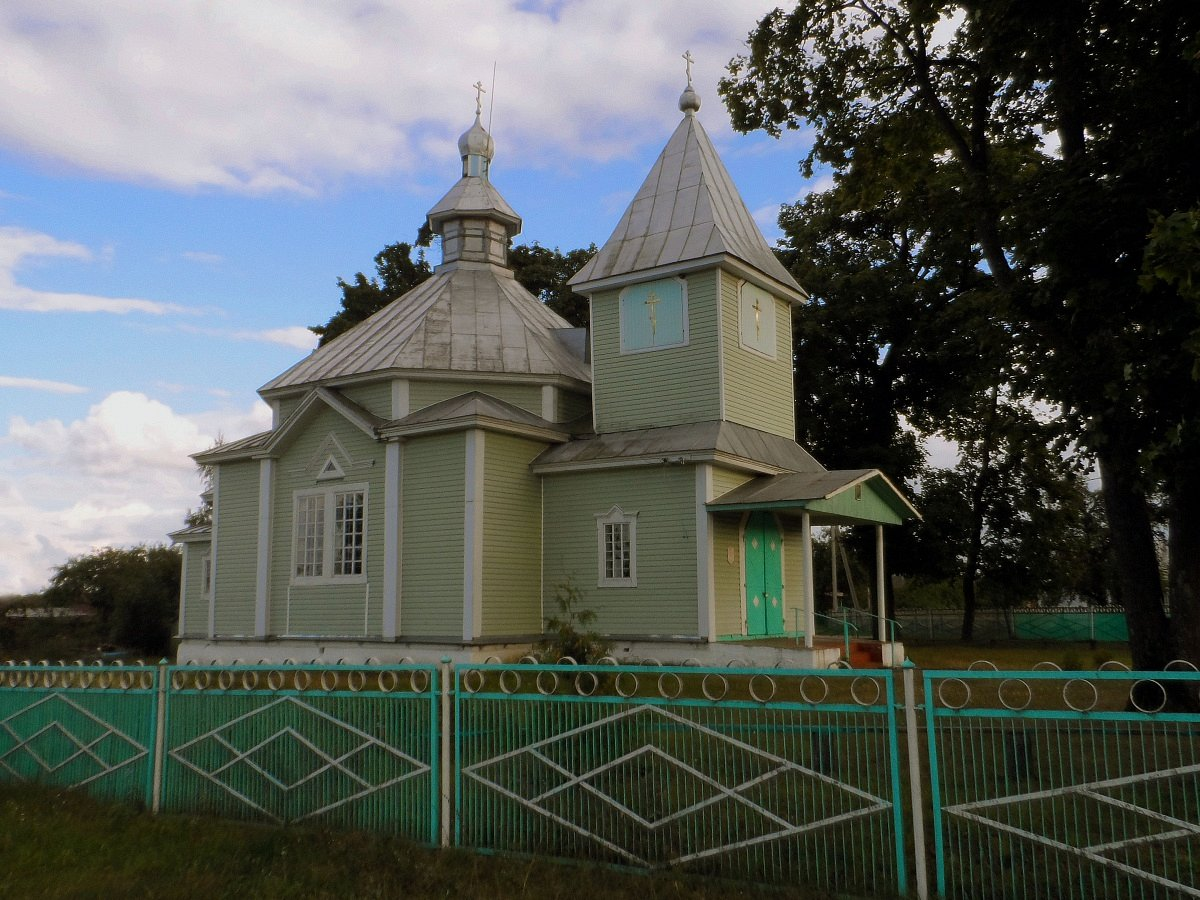
Крестовоздвиженская церковь

По южной окраине села проходит ж/д линия Брест — Пинск — Гомель. 
3 сентября 2019 года в деревне был открыт остановочный пункт и дан старт движению железнодорожного транспорта местного значения. 